# FC Triesen
FC Triesen es un equipo liechtensteiniano de fútbol que juega en Triesen, Liechtenstein. Es uno de los siete equipos oficiales del país. Juega en la 4. Liga de Suiza. El equipo juega anualmente en la Copa de Liechtenstein, la cual ha ganado 8 veces en su historia.

## Palmarés
- Campeonato de Liechtenstein: 3

1934, 1935, 1937
- Copa de Liechtenstein: 8

1946, 1947, 1948, 1950, 1951, 1965, 1972, 1975